# José Carlos Menéndez Ramos
José Carlos Menéndez Ramos es Doctor en Farmacia, Catedrático del Departamento de Química en Ciencias Farmacéuticas de la Facultad de Farmacia de la Universidad Complutense de Madrid y Académico de Número de la Real Academia Nacional de Farmacia.

## Biografía
Nació en Madrid, en 1960. Obtuvo licenciaturas en Farmacia, por la Universidad Complutense, en 1982 y en Química, por la UNED, en 1985.
Presentó su tesis doctoral, dirigida por la Dra. Mónica M. Söllhuber, en 1988, en la Universidad Complutense. Inmediatamente se incorporó al grupo del profesor Steven Ley en el Imperial College (Londres), donde trabajó en la síntesis total del antibiótico ionóforo routiennocina. En septiembre de 1989 regresó al departamento de Química Orgánica y Farmacéutica de la Facultad de Farmacia de la UCM como Profesor Titular, incorporándose inicialmente al grupo de la Dra. Carmen Avendaño y creando más adelante su propio grupo de investigación. En 2010, obtuvo la acreditación como Catedrático de Universidad. Es director de la Unidad de Microanálisis Elemental del CAI de Técnicas Químicas de la UCM desde su creación en 1994. Ha sido Profesor Visitante en las Universidades de Marsella (2007) y Bolonia (2014), y Profesor Invitado en Universidades de India (Madurai Kamaraj University, University of Madras, Pondicherry University, Central Leather Research Institute (CLRI), Chennai, Bharathidasan University, Central University of Jammu), y la Universidad King Saud (Riad, Arabia Saudí). Fue nombrado Académico Correspondiente de la Real Academia Nacional de Farmacia en 2004 y tomó posesión en 2018 como Académico de Número de la misma, con la medalla número 15.

### Trayectoria profesional
Sus temas de investigación son variados, y se centran actualmente en el descubrimiento de fármacos en los ámbitos de las enfermedades neurodegenerativas, el cáncer y las enfermedades infecciosas olvidadas. También trabaja en el campo de los agentes teranósticos, principalmente enfocados hacia las enfermedades neurodegenerativas. Otros proyectos que se desarrollan en su grupo están orientados a la preparación de quimiotecas y la síntesis orientada a la diversidad, incluyendo el desarrollo de nuevas reacciones dominó y multicomponente para la preparación de sistemas heterocíclicos de interés biológico, así como en el desarrollo de nuevas metodologías de síntesis enfocadas hacia la química sostenible, entre las que destaca la síntesis mecanoquímica. Esta investigación ha dado lugar a 25 tesis doctorales y se ha descrito en más de 300 artículos, revisiones y capítulos, junto con 13 patentes y el libro Medicinal Chemistry of Anticancer Drugs, publicado por Elsevier (C. Avendaño, J. C. Menéndez, 2008 y 2015). Esta investigación es posible gracias a la financiación conseguida a través de los Proyectos de Investigación de convocatorias Nacionales, Autonómicas y Europeas. Es líder del Grupo de Investigación UCM “Heterociclos de Interés Biológico y Terapéutico” (BIOHET). 
Desde 1994 ha estado implicado en numerosas colaboraciones con diversas empresas químicas y farmacéuticas españolas. 
Ha contribuido a la formación de los licenciados y graduados en Farmacia desde comienzos de los años 90, participando en dos libros de texto de Química Farmacéutica, publicados por McGraw-Hill Interamericana y coordinados por la Profesora Carmen Avendaño. Además, es Coordinador General del Master Interuniversitario (UCM/UAH/CEU) en Descubrimiento de Fármacos desde su creación y Coordinador del Doctorado en Química Médica. 